# 2016年リオデジャネイロオリンピックの陸上競技
2016年リオデジャネイロオリンピックの陸上競技（2016ねんリオデジャネイロオリンピックのりくじょうきょうぎ）は、2016年にブラジルのリオデジャネイロで開催された2016年リオデジャネイロオリンピックの陸上競技である。大会は国際陸上競技連盟（IAAF）が管轄する。会場はロードレース以外はエスタジオ・オリンピコ、競歩はポンタウ、マラソンはサンボードロモ・ダ・マルケス・ジ・サプカイをスタート・ゴール地点として実施された。

## 参加標準記録
参加標準記録はIAAFより2015年4月に発表された。個人種目では、NOCは2015年5月1日から（10000m、マラソン、競歩、混成競技は2015年1月1日から）2016年7月11日までの間に参加標準記録を突破した選手を1種目につき最大3名まで参加させることができる。なお、マラソンでは2015年世界陸上（北京）上位20名と資格期間内のIAAFがゴールドラベルに指定した大会の上位10名も標準記録を突破したものとして扱われる。また、5000m、10000m、マラソン、競歩以外の種目では資格期間内の選手ごとのベスト記録による世界ランキングに基づく招待枠がある。いずれかの性別で上記の出場資格を得た選手が存在しないNOCは、ユニバーサリティ出場枠として、出場資格を得た選手が存在しない性別の選手1名を1種目（10000m、3000m障害、混成競技以外）にエントリーさせることができる。
リレー種目は2015年IAAF世界リレー大会（ナッソー）の上位8カ国と資格期間内（2015年1月1日～2016年7月11日）の国ごとのベスト記録と2番目の記録の平均値による世界ランキングの上位8カ国が出場権を獲得する。日本は2015年世界リレーの男子4×100mリレー（大瀬戸-藤光-桐生-谷口）で銅メダルを獲得し、オリンピック出場権も獲得した。男子4×400mリレーは世界リレー上位8カ国を除く世界ランキングで9番手であったが、3番手のロシアがドーピング違反に伴う資格停止により出場が不可能（ロシアからは女子走幅跳のダリヤ・クリシナのみがオリンピックの陸上競技への出場を許された）であったため、日本は8番目の出場国に選出された。
| 男子       | 男子                       | 女子       | 女子                       |
| 種目       | 標準記録                   | 種目       | 標準記録                   |
| ---------- | -------------------------- | ---------- | -------------------------- |
| 100 m      | 10.16                      | 100 m      | 11.32                      |
| 200 m      | 20.50                      | 200 m      | 23.20                      |
| 400 m      | 45.40                      | 400 m      | 52.20                      |
| 800 m      | 1:46.00                    | 800 m      | 2:01.50                    |
| 1500 m     | 3:36.20                    | 1500 m     | 4:07.00                    |
| 5000 m     | 13:25.00                   | 5000 m     | 15:24.00                   |
| 10000 m    | 28:00.00                   | 10000 m    | 32:15.00                   |
| 110 mH     | 13.47                      | 100 mH     | 13.00                      |
| 400 mH     | 49.40                      | 400 mH     | 56.20                      |
| 3000 mSC   | 8:30.00                    | 3000 mSC   | 9:45.00                    |
| マラソン   | 2:19:00                    | マラソン   | 2:45:00                    |
| 20 kmW     | 1:24:00                    | 20 kmW     | 1:36:00                    |
| 50 kmW     | 4:06:00                    | N/A        | N/A                        |
| 走幅跳     | 8.15                       | 走幅跳     | 6.70                       |
| 三段跳     | 16.85                      | 三段跳     | 14.15                      |
| 走高跳     | 2.29                       | 走高跳     | 1.93                       |
| 棒高跳     | 5.70                       | 棒高跳     | 4.50                       |
| 砲丸投     | 20.50                      | 砲丸投     | 17.75                      |
| 円盤投     | 65.00                      | 円盤投     | 61.00                      |
| ハンマー投 | 77.00                      | ハンマー投 | 71.00                      |
| やり投     | 83.00                      | やり投     | 62.00                      |
| 十種競技   | 8100                       | 七種競技   | 6200                       |
| 4×100 mR   | IWR上位8位 + 2016年上位8位 | 4×100 mR   | IWR上位8位 + 2016年上位8位 |
| 4×400 mR   | IWR上位8位 + 2016年上位8位 | 4×400 mR   | IWR上位8位 + 2016年上位8位 |

## 競技スケジュール
競技は8月12日から21日までの期間に行われ、全47種目でメダルを争う。男子100m決勝などはアメリカの放映権を持つNBCの放送時間に合わせて午後10時台に設定された。一方、異なるタイムゾーンにおける視聴を考慮して、男女マラソンや男女円盤投決勝などは午前中に設定された。

### 主な種目別決勝日

#### 8月12日
女子10000m、男子20km競歩、女子砲丸投、女子七種競技（1日目）
- 陸上競技最初の金メダルは女子10000mのアルマズ・アヤナ（ エチオピア）。王軍霞の世界記録を23年ぶりに更新した[12]。このレースでは世界歴代記録の3位（ビビアン・チェルイヨット）、4位（ティルネシュ・ディババ）、5位（アリス・アプロット・ナワウーナ（英語版））の記録[13]と8つの国の国内新記録も誕生した。
- 男子最初の金メダルは男子20km競歩で前回大会の銅メダリスト[14]の王鎮（ 中国）が獲得した[15]。
- 女子砲丸投ではミシェル・カーター（ アメリカ合衆国）が最終試技で大会2連覇中のバレリー・アダムズ（ ニュージーランド）を逆転し、金メダルを獲得した[16]。
- 女子七種競技の走高跳ではナフィサトウ・ティアム（ ベルギー）とカタリーナ・ジョンソン・トンプソン（英語版）（ イギリス）の2人が1.98mの七種競技記録を樹立した。これは後に行われた女子走高跳の優勝記録（1.97m[17]）を上回っていた。

#### 8月13日
男子円盤投、男子走幅跳、男子10000m、女子100m、女子七種競技（2日目）
- 男子円盤投ではクリストフ・ハルティング（ ドイツ）が最終試技で4位から逆転で金メダルを獲得した。前回大会では兄（ロベルト・ハルティング）が金メダルを獲得[19]しており、同一の陸上競技を兄弟が連続で制するのは史上初である。
- 男子10000mではモハメド・ファラー（ イギリス）が前回大会の5000mと10000mに続き優勝を果たし、初めてオリンピック陸上競技で3個の金メダルを獲得したイギリスの選手となった[20]。ファラーはレース中に転倒を喫したものの、優勝争いに復帰し、最後はスプリント勝負を制した[21]。
- 女子七種競技では1日目を首位で終えていた前回覇者のジェシカ・エニス＝ヒル（ イギリス）を、5種目で自己記録を更新したナフィサトウ・ティアム（ ベルギー）が逆転し、最年少（21歳）のオリンピックの七種競技金メダリストに輝いた[22]。
- 男子走幅跳ではトップが頻繁に入れ替わる中、ジェフ・ヘンダーソン（英語版）（ アメリカ合衆国）が最終試技でルヴォ・マニョンガ（ 南アフリカ）を1cm差で逆転し[23]、同種目において、米国勢として3大会ぶり22個目の金メダルを獲得した。
- 女子100mはエレイン・トンプソン（ ジャマイカ）が制した[24]。同胞のシェリー＝アン・フレーザー＝プライス（ ジャマイカ）の大会3連覇はならず、銅メダルを獲得した[25]。

#### 8月14日
女子マラソン、女子三段跳、男子400m、男子100m
- 女子マラソンはジェミマ・スムゴング（ ケニア）がケニア勢として初優勝を果たした[27][28]が、このレースでは2組の双子と1組の三つ子が出場し、三つ子のうちの1人を除く6人は完走した[29]。
- 女子三段跳ではカテリーン・イバルグエン（ コロンビア）がコロンビア初のオリンピック陸上競技の金メダリストとなった[30]。また、銀メダルもユリマール・ロハス（英語版）（ ベネズエラ）が獲得し南米勢が占めた。今大会の南米勢では他に男子棒高跳でチアゴ・ブラス・ダ・シルバ（ ブラジル）がメダル（金メダル）を獲得した。
- 男子100mではウサイン・ボルト（ ジャマイカ）が大会3連覇を達成、初めて同種目を3度制した選手となった[31]。
- 男子400mの決勝でウェイド・バンニーキルク（ 南アフリカ）が世界新記録を樹立。マイケル・ジョンソンの記録を17年ぶりに更新した[32]。

#### 8月15日
女子ハンマー投、女子3000m障害、男子棒高跳、女子400m、男子800m
- 女子ハンマー投ではアニタ・ヴォダルチク（ ポーランド）が自身が持つ世界記録の更新と大会連覇を達成した。2位に5m以上の大差をつけ、6投中4投で2位の記録を上回る圧勝だった[34]。
- 女子3000m障害はルース・ジェベット（英語版）（ バーレーン）が世界歴代2位の好記録で制し、バーレーン初の金メダリストとなった。（後に2012年ロンドンオリンピックの女子1500m（英語版）で同国初のメダルとなる銅メダルを獲得していたマリアム・ユスフ・ジャマル（英語版）が他の選手のドーピング違反により金メダルに繰り上げられた。）
- 女子400mではショーナ・ミラー（ バハマ）がゴール寸前で一か八かのダイブを敢行した結果、アリソン・フェリックス（ アメリカ合衆国）を0.07秒差で破り、金メダルを獲得した[35]。
- 男子800mは世界記録保持者のデイヴィッド・レクタ・ルディシャ（ ケニア）が制し、同種目ではピーター・スネル以来、52年ぶりの大会連覇を達成した。
- 男子棒高跳ではチアゴ・ブラス・ダ・シルバ（ ブラジル）が前回覇者で世界記録保持者のルノー・ラビレニ（ フランス）との一騎討ちの末、金メダルを獲得した。競技中には地元のダ・シルバと金メダルを争ったラビレニが、観衆からブーイングを浴びせられる一幕があり、議論を呼んだ[36][37]。

#### 8月16日
男子三段跳、女子円盤投、男子走高跳、女子1500m、男子110mハードル
- 女子円盤投ではサンドラ・ペルコビッチ（ クロアチア）が決勝の6投中5投が無効試技となったものの、唯一の有効試技により前回大会に続く、金メダルを獲得した[39][40]。
- 男子三段跳を制したクリスチャン・テイラー（ アメリカ合衆国）はフィールド種目で大会連覇を果たした唯一の男子選手となった。2大会連続の銀メダルを獲得したウィル・クレイ（ アメリカ合衆国）とともに米国勢の1-2フィニッシュを飾った[41]。
- 男子110mハードルではオマール・マクレオド（ ジャマイカ）が、オリンピックを通じて、初めて同種目を制したジャマイカの選手となったが[42]、米国勢は振るわず、大会をボイコットした1980年を除いて、初めてメダルを逃した。
- 女子1500mではフェイス・キピエゴン（ ケニア）が世界記録保持者のゲンゼベ・ディババ（ エチオピア）を終盤のスパートで突き放し、金メダルを獲得した[43]。
- 男子走高跳は前回の銅メダリスト[44]であるデレク・ドルーアン（英語版）（ カナダ）が制し、カナダ勢ではダンカン・マクノートン以来、84年ぶりのフィールド種目の金メダリストとなった[45]。
- 女子5000m予選2組目では転倒した2選手が負傷したものの励まし合いながら完走を果たし、特例として決勝進出が認められた[46][47]。後にこの一件に対して、国際フェアプレイ委員会（英語版）によるフェアプレイ賞が授与された[48]。

#### 8月17日
男子3000m障害、女子走幅跳、女子200m、女子100mハードル、男子十種競技（1日目）
- 男子3000m障害はコンセスラス・キプルト（英語版）（ ケニア）がオリンピック新記録で制し、ケニア勢は1984年以降、同種目10連覇となった[50]。2004年と前回の金メダリストであるエゼキエル・ケンボイ（ ケニア）は3番目にゴールしたが、4番目にゴールしたマイディーヌ・メキシベナバ（ フランス）側からのアピールによるビデオ判定の結果、水濠から出た直後にトラックの内側に足を踏み入れたことが確認されたため失格になり、メキシベナバが銅メダルに繰り上げられた[51]。
- 女子走幅跳では自己ベストを更新したティアナ・バートレッタ（ アメリカ合衆国）が、前回覇者のブリトニー・リース（ アメリカ合衆国）を2cm差で抑えて優勝を果たした[52]。
- 女子100mハードルはブリアナ・ローリンズ（ アメリカ合衆国）が制し、銀メダルのニア・アリ（ アメリカ合衆国）、銅メダルのクリスティ・カストリン（英語版）（ アメリカ合衆国）とともに同種目初、及び全競技を通じて米国女子初の表彰台独占となった[53][54]。
- 女子200mではエレイン・トンプソン（ ジャマイカ）が前年の世界陸上覇者のダフネ・シパーズ（ オランダ）に0.10秒差で競り勝ち、1988年のフローレンス・グリフィス＝ジョイナー以来となる100mとの2冠を達成した[55]。
- 男子ハンマー投予選では前年の世界陸上覇者で2016シーズンの最高記録保持者のパベウ・ファイデク（英語版）（ ポーランド）が17位に留まり決勝進出を逃した[56]。また、男子200m準決勝ではジャスティン・ガトリン（ アメリカ合衆国）が敗退を喫した[57]。

#### 8月18日
男子400mハードル、男子砲丸投、女子やり投、女子400mハードル、男子200m、男子十種競技（2日目）
- 男子400mハードルはカーロン・クレメント（ アメリカ合衆国）[59]、女子400mハードルはダリラ・ムハンマド（ アメリカ合衆国）と米国勢がそれぞれ制した。（男子は19度目、女子は初）
- 男子十種競技ではアシュトン・イートン（ アメリカ合衆国）が8893点のオリンピック記録タイをマークし、大会連覇を果たした[60]。
- 男子砲丸投ではライアン・クルーザー（ アメリカ合衆国）がウルフ・ティンマーマンが持つオリンピック記録を28年ぶりに更新し、金メダルを獲得した[61]。
- 女子やり投では伏兵のサラ・コラク（ クロアチア）が自己ベストを大きく更新し、21歳で金メダルを獲得した[62]。
- 男子200mではウサイン・ボルト（ ジャマイカ）が100mに続き、大会3連覇を達成、初めて同種目を3度制した選手となった[63]。
- 女子4x100mリレー予選2組目では、米国チームがバトンパスの際に他のチームの妨害に遭い、決勝進出を逃したと判定されたため、1チームだけで再レースを行うことになった。再レースでは全体1位のタイムを記録したため、全体8位のタイムであった中国チーム（1組目5位）に代わり、決勝進出が認められた[64][65]。

#### 8月19日
男子50km競歩、女子20km競歩、女子棒高跳、男子ハンマー投、女子5000m、男女4x100mリレー
- 男子50km競歩ではマテイ・トート（ スロバキア）が前回覇者のジャレド・タレント（ オーストラリア）を抑えて優勝を果たし、前年の世界陸上に続き、スロバキア初のオリンピック陸上競技の金メダリストとなった。荒井広宙（ 日本）は3番目にゴールしたが、終盤の競り合いにおける接触により、一旦、失格処分が下された。しかし、日本陸上競技連盟の上訴により覆され、銅メダルを獲得した[67][68]。
- 女子20km競歩では前回の銅メダリスト劉虹（ 中国）がマリアグアダルペ・ゴンサレス（英語版）（ メキシコ）に2秒差で競り勝ち、金メダルを獲得した[69]。
- 女子棒高跳はエカテリーニ・ステファニディ（英語版）（ ギリシャ）が前月のヨーロッパ選手権に続いて制した[70]。
- 男子ハンマー投では4大会連続の出場のディルショド・ナザロフ（ タジキスタン）がタジキスタン初の金メダルを獲得した[71]。
- 女子5000mはビビアン・チェルイヨット（ ケニア）が制し、ケニアの女子選手で初のトラック長距離種目での金メダリストとなった[72]。
- 女子4x100mリレーでは前日の予選を再レースにより突破した米国チームが1レーンを走ることになったが、史上2番目の好記録で制し[73]、アリソン・フェリックス（ アメリカ合衆国）は女子陸上競技選手で史上初の5つ目の金メダルを獲得した[74]。
- 男子4x100mリレーはジャマイカチームが大会3連覇を果たし、ウサイン・ボルト（ ジャマイカ）は100m、200mも3連覇したため、合計9個の金メダル獲得となり陸上競技ではカール・ルイス、パーヴォ・ヌルミと並び史上最多となった[75]。（2008年北京オリンピック4x100mリレーのジャマイカチームの金メダルはネスタ・カーターのドーピング違反により、2017年1月に剥奪されたため、ボルトが獲得した金メダルは8個となった[76][77]。）日本チーム（山縣-飯塚-桐生-ケンブリッジ）は決勝で37秒60のアジア新記録を樹立し、北京オリンピック以来となる銀メダルを獲得した[78]。

#### 8月20日
女子走高跳、男子やり投、男子1500m、女子800m、男子5000m、男女4x400mリレー
- 男子1500mではマシュー・セントロウィッツ・ジュニア（英語版）（ アメリカ合衆国）が終盤の競り合いを制し、同種目では米国勢としては108年ぶりの金メダルを獲得した[80]。
- 女子800mはキャスター・セメンヤ（ 南アフリカ）が連覇を果たした[81]。また、フランシーヌ・ニヨンサバ（ ブルンジ）はブルンジ勢で2人目のメダリストとなった。セメンヤ、ニヨンサバを含むメダリスト全員がテストステロンが男性並みに分泌される選手であり、いずれの選手も2018年にIAAFが導入した「テストステロン値規制」の対象となった[82]。
- 女子走高跳ではルート・ベイティア（ スペイン）がスペインの女子陸上競技選手で初の金メダリストとなった[83]が、前述の通り、優勝記録（1.97m）は女子七種競技の走高跳での最高記録を（1.98m）下回った。
- 男子やり投げはトーマス・レーラー（英語版）（ ドイツ）は唯一90m台をマークし、金メダルを獲得した[84]。
- 男子5000mは男子10000mに続き、モハメド・ファラー（ イギリス）が制し、ラッセ・ビレン以来、2大会連続で両種目の金メダルを獲得した2人目の選手となった[85]。
- 男女4x400mリレーはいずれもアメリカチームが金メダルを獲得し、アリソン・フェリックス（ アメリカ合衆国）は6個目の金メダル、9個目のメダルを獲得した[86]。

#### 8月21日
男子マラソン
- 男子マラソンはエリウド・キプチョゲ（ ケニア）が2位に1分10秒の大差をつけて、優勝を果たした[87]。銀メダルのフェイサ・リレサ（英語版）（ エチオピア）はゴールする際にオロモ人に対する民族弾圧に抗議するポーズをとった[88][89]。

| Q | 予選 | H | 予選 | ½ | 準決勝 | F | 決勝 | M | 午前 | A | 午後 |

| 日 →       | 12 金 | 12 金 | 13 土 | 13 土 | 13 土 | 14 日 | 14 日 | 14 日 | 15 月 | 15 月 | 16 火 | 16 火 | 16 火 | 17 水 | 17 水 | 18 木 | 18 木 | 19 金 | 19 金 | 20 土 | 20 土 | 21 日 | 21 日 |
| 種目 ↓     | M     | A     | M     | M     | A     | M     | A     | A     | M     | A     | M     | A     | A     | M     | A     | M     | A     | M     | A     | M     | A     | M     | A     |
| ---------- | ----- | ----- | ----- | ----- | ----- | ----- | ----- | ----- | ----- | ----- | ----- | ----- | ----- | ----- | ----- | ----- | ----- | ----- | ----- | ----- | ----- | ----- | ----- |
| 100 m      |       |       | Q     | H     |       |       | ½     | F     |       |       |       |       |       |       |       |       |       |       |       |       |       |       |       |
| 200 m      |       |       |       |       |       |       |       |       |       |       | H     |       |       |       | ½     |       | F     |       |       |       |       |       |       |
| 400 m      |       | H     |       |       | ½     |       | F     | F     |       |       |       |       |       |       |       |       |       |       |       |       |       |       |       |
| 800 m      | H     |       |       |       | ½     |       |       |       |       | F     |       |       |       |       |       |       |       |       |       |       |       |       |       |
| 1500 m     |       |       |       |       |       |       |       |       |       |       | H     |       |       |       |       |       | ½     |       |       |       | F     |       |       |
| 5000 m     |       |       |       |       |       |       |       |       |       |       |       |       |       | H     |       |       |       |       |       |       | F     |       |       |
| 10000 m    |       |       |       |       | F     |       |       |       |       |       |       |       |       |       |       |       |       |       |       |       |       |       |       |
| 110 mH     |       |       |       |       |       |       |       |       |       | H     |       | ½     | F     |       |       |       |       |       |       |       |       |       |       |
| 400 mH     |       |       |       |       |       |       |       |       | H     |       |       | ½     | ½     |       |       | F     |       |       |       |       |       |       |       |
| 3000 mSC   |       |       |       |       |       |       |       |       | H     |       |       |       |       | F     |       |       |       |       |       |       |       |       |       |
| 4×100 mR   |       |       |       |       |       |       |       |       |       |       |       |       |       |       |       | H     |       |       | F     |       |       |       |       |
| 4×400 mR   |       |       |       |       |       |       |       |       |       |       |       |       |       |       |       |       |       |       | H     |       | F     |       |       |
| マラソン   |       |       |       |       |       |       |       |       |       |       |       |       |       |       |       |       |       |       |       |       |       | F     |       |
| 20 kmW     | F     |       |       |       |       |       |       |       |       |       |       |       |       |       |       |       |       |       |       |       |       |       |       |
| 50 kmW     |       |       |       |       |       |       |       |       |       |       |       |       |       |       |       |       |       | F     |       |       |       |       |       |
| 走幅跳     |       | Q     |       |       | F     |       |       |       |       |       |       |       |       |       |       |       |       |       |       |       |       |       |       |
| 三段跳     |       |       |       |       |       |       |       |       | Q     |       | F     |       |       |       |       |       |       |       |       |       |       |       |       |
| 走高跳     |       |       |       |       |       |       | Q     | Q     |       |       |       | F     | F     |       |       |       |       |       |       |       |       |       |       |
| 棒高跳     |       |       |       |       | Q     |       |       |       |       | F     |       |       |       |       |       |       |       |       |       |       |       |       |       |
| 砲丸投     |       |       |       |       |       |       |       |       |       |       |       |       |       |       |       | Q     | F     |       |       |       |       |       |       |
| 円盤投     | Q     |       | F     | F     |       |       |       |       |       |       |       |       |       |       |       |       |       |       |       |       |       |       |       |
| やり投     |       |       |       |       |       |       |       |       |       |       |       |       |       |       | Q     |       |       |       |       |       | F     |       |       |
| ハンマー投 |       |       |       |       |       |       |       |       |       |       |       |       |       | Q     |       |       |       |       | F     |       |       |       |       |
| 十種競技   |       |       |       |       |       |       |       |       |       |       |       |       |       | F     | F     | F     | F     |       |       |       |       |       |       |

| 日 →       | 12 金 | 12 金 | 13 土 | 13 土 | 13 土 | 14 日 | 14 日 | 15 月 | 15 月 | 16 火 | 16 火 | 17 水 | 17 水 | 17 水 | 18 木 | 18 木 | 19 金 | 19 金 | 20 土 | 20 土 | 21 日 | 21 日 |
| 種目 ↓     | M     | A     | M     | A     | A     | M     | A     | M     | A     | M     | A     | M     | A     | A     | M     | A     | M     | A     | M     | A     | M     | A     |
| ---------- | ----- | ----- | ----- | ----- | ----- | ----- | ----- | ----- | ----- | ----- | ----- | ----- | ----- | ----- | ----- | ----- | ----- | ----- | ----- | ----- | ----- | ----- |
| 100 m      | Q     | H     |       | ½     | F     |       |       |       |       |       |       |       |       |       |       |       |       |       |       |       |       |       |
| 200 m      |       |       |       |       |       |       |       |       | H     |       | ½     |       | F     | F     |       |       |       |       |       |       |       |       |
| 400 m      |       |       | H     |       |       |       | ½     |       | F     |       |       |       |       |       |       |       |       |       |       |       |       |       |
| 800 m      |       |       |       |       |       |       |       |       |       |       |       | H     |       |       |       | ½     |       |       |       | F     |       |       |
| 1500 m     |       | H     |       |       |       |       | ½     |       |       |       | F     |       |       |       |       |       |       |       |       |       |       |       |
| 5000 m     |       |       |       |       |       |       |       |       |       | H     |       |       |       |       |       |       |       | F     |       |       |       |       |
| 10000 m    | F     |       |       |       |       |       |       |       |       |       |       |       |       |       |       |       |       |       |       |       |       |       |
| 100 mH     |       |       |       |       |       |       |       |       |       | H     |       |       | ½     | F     |       |       |       |       |       |       |       |       |
| 400 mH     |       |       |       |       |       |       |       | H     |       |       | ½     |       |       |       |       | F     |       |       |       |       |       |       |
| 3000 mSC   |       |       | H     |       |       |       |       | F     |       |       |       |       |       |       |       |       |       |       |       |       |       |       |
| 4×100 mR   |       |       |       |       |       |       |       |       |       |       |       |       |       |       | H     |       |       | F     |       |       |       |       |
| 4×400 mR   |       |       |       |       |       |       |       |       |       |       |       |       |       |       |       |       |       | H     |       | F     |       |       |
| マラソン   |       |       |       |       |       | F     |       |       |       |       |       |       |       |       |       |       |       |       |       |       |       |       |
| 20 kmW     |       |       |       |       |       |       |       |       |       |       |       |       |       |       |       |       | F     |       |       |       |       |       |
| 走幅跳     |       |       |       |       |       |       |       |       |       |       | Q     |       | F     | F     |       |       |       |       |       |       |       |       |
| 三段跳     |       |       | Q     |       |       |       | F     |       |       |       |       |       |       |       |       |       |       |       |       |       |       |       |
| 走高跳     |       |       |       |       |       |       |       |       |       |       |       |       |       |       | Q     |       |       |       |       | F     |       |       |
| 棒高跳     |       |       |       |       |       |       |       |       |       | Q     |       |       |       |       |       |       |       | F     |       |       |       |       |
| 砲丸投     | Q     | F     |       |       |       |       |       |       |       |       |       |       |       |       |       |       |       |       |       |       |       |       |
| 円盤投     |       |       |       |       |       |       |       |       | Q     | F     |       |       |       |       |       |       |       |       |       |       |       |       |
| やり投     |       |       |       |       |       |       |       |       |       |       | Q     |       |       |       |       | F     |       |       |       |       |       |       |
| ハンマー投 |       | Q     |       |       |       |       |       | F     |       |       |       |       |       |       |       |       |       |       |       |       |       |       |
| 七種競技   | F     | F     | F     | F     | F     |       |       |       |       |       |       |       |       |       |       |       |       |       |       |       |       |       |

## 競技結果
| 達成日  | 種目           | 選手（所属）                            | 記録     | 種類   | 前記録保持者           |
| ------- | -------------- | --------------------------------------- | -------- | ------ | ---------------------- |
| 8月12日 | 女子10000m     | アルマズ・アヤナ（ エチオピア）         | 29:17:45 | WR     | 王軍霞                 |
| 8月14日 | 男子400m       | ウェイド・バンニーキルク（ 南アフリカ） | 43.03    | WR     | マイケル・ジョンソン   |
| 8月15日 | 女子ハンマー投 | アニタ・ヴォダルチク（ ポーランド）     | 82m29    | WR     | アニタ・ヴォダルチク   |
| 8月15日 | 男子棒高跳     | チアゴ・ブラス・ダ・シルバ（ ブラジル） | 6m03     | OR     | ルノー・ラビレニ       |
| 8月17日 | 男子3000m障害  | コンセスラス・キプルト（ ケニア）       | 8:03:28  | OR     | ジュリアス・カリウキ   |
| 8月18日 | 男子砲丸投     | ライアン・クルーザー（ アメリカ合衆国） | 22.52m   | OR     | ウルフ・ティンマーマン |
| 8月18日 | 男子十種競技   | アシュトン・イートン（ アメリカ合衆国） | 8893点   | ORタイ | ロマン・セブルレ       |
| 8月19日 | 女子5000m      | ビビアン・チェルイヨット（ ケニア）     | 14:26:17 | OR     | ガブリエラ・サボー     |

### 男子
| 種目         | 金                                                                          | 金          | 銀                                                                                    | 銀          | 銅                                                                                | 銅         |
| ------------ | --------------------------------------------------------------------------- | ----------- | ------------------------------------------------------------------------------------- | ----------- | --------------------------------------------------------------------------------- | ---------- |
| 100m         | ウサイン・ボルト ジャマイカ (JAM)                                           | 9.81 SB     | ジャスティン・ガトリン アメリカ合衆国 (USA)                                           | 9.89        | アンドレ・ド・グラス カナダ (CAN)                                                 | 9.91 PB    |
| 200m         | ウサイン・ボルト ジャマイカ (JAM)                                           | 19.78 SB    | アンドレ・ド・グラス カナダ (CAN)                                                     | 20.02       | クリストフ・ルメートル フランス (FRA)                                             | 20.12      |
| 400m         | ウェイド・バンニーキルク 南アフリカ (RSA)                                   | 43.03 WR OR | キラニ・ジェームス グレナダ (GRN)                                                     | 43.76 SB    | ラショーン・メリット アメリカ合衆国 (USA)                                         | 43.85 SB   |
| 800m         | デイヴィッド・ルディシャ ケニア (KEN)                                       | 1:42.15 SB  | タウフィク・マフルーフィ アルジェリア (ALG)                                           | 1:42.61 NR  | クレイトン・マーフィー アメリカ合衆国 (USA)                                       | 1:42.85 PB |
| 1500m        | マシュー・セントロウィッツ・ジュニア アメリカ合衆国 (USA)                   | 3:50.00     | タウフィク・マフルーフィ アルジェリア (ALG)                                           | 3:50.11     | ニック・ウィリス ニュージーランド (NZL)                                           | 3:50.24    |
| 5000m        | モハメド・ファラー イギリス (GBR)                                           | 13:03.30    | ポール・キプケモイ・チェリモ アメリカ合衆国 (USA)                                     | 13:03.90 PB | ハゴス・ゲブリウェト エチオピア (ETH)                                             | 13:04.35   |
| 10000m       | モハメド・ファラー イギリス (GBR)                                           | 27:05.17    | ポール・タヌイ ケニア (KEN)                                                           | 27:05.64 SB | タミラト・トラ エチオピア (ETH)                                                   | 27:06.26   |
| 110mハードル | オマール・マクレオド ジャマイカ (JAM)                                       | 13.05       | オルランド・オルテガ スペイン (ESP)                                                   | 13.17       | ディミトリ・バスク フランス (FRA)                                                 | 13.24      |
| 400mハードル | カーロン・クレメント アメリカ合衆国 (USA)                                   | 47.73 SB    | ボニフェス・ムチェル・ツムティ ケニア (KEN)                                           | 47.78 NR    | ヤスマニ・コペロ トルコ (TUR)                                                     | 47.92 NR   |
| 3000m障害    | コンセスラス・キプルト ケニア (KEN)                                         | 8:03.28 OR  | エヴァン・ジャガー アメリカ合衆国 (USA)                                               | 8:04.28 SB  | マイディーヌ・メキシベナバ フランス (FRA)                                         | 8:11.52 SB |
| 4×100mリレー | ジャマイカ (JAM)                                                            | 37.27       | 日本 (JPN)                                                                            | 37.60 AR    | カナダ (CAN)                                                                      | 37.64 NR   |
| 4×100mリレー | アサファ・パウエル ヨハン・ブレーク ニッケル・アシュミード ウサイン・ボルト | 37.27       | 山縣亮太 飯塚翔太 桐生祥秀 ケンブリッジ飛鳥                                           | 37.60 AR    | アキーム・ヘインズ アーロン・ブラウン ブレンドン・ロドニー アンドレ・ドグラス     | 37.64 NR   |
| 4×400mリレー | アメリカ合衆国 (USA)                                                        | 2:57.30     | ジャマイカ (JAM)                                                                      | 2:58.16     | バハマ (BAH)                                                                      | 2:58.49    |
| 4×400mリレー | アーマン・ホール トニー・マッケイ ギル・ロバーツ ラショーン・メリット       | 2:57.30     | ピーター・マシューズ ネイソン・アレン フィッツロイ・ダンクリー ジェイボン・ブランシス | 2:58.16     | アロンゾ・ラッセル マイケル・マシュー スティーブン・ガーディナー クリス・ブラウン | 2:58.49    |
| マラソン     | エリウド・キプチョゲ ケニア (KEN)                                           | 2:08:44     | フェイサ・リレサ エチオピア (ETH)                                                     | 2:09:54     | ゲーレン・ラップ アメリカ合衆国 (USA)                                             | 2:10:05 PB |
| 20km競歩     | 王鎮 中国 (CHN)                                                             | 1:19:14     | 蔡澤林 中国 (CHN)                                                                     | 1:19:26 SB  | デーン・バード＝スミス オーストラリア (AUS)                                       | 1:19:37 PB |
| 50km競歩     | マテイ・トート スロバキア (SVK)                                             | 3:40:58 SB  | ジャレド・タレント オーストラリア (AUS)                                               | 3:41:16 SB  | 荒井広宙 日本 (JPN)                                                               | 3:41:24 SB |
| 走高跳       | デレク・ドルイン カナダ (CAN)                                               | 2m38        | ムタズ・エサ・バルシム カタール (QAT)                                                 | 2m36        | ボーダン・ボンダレンコ ウクライナ (UKR)                                           | 2m33       |
| 棒高跳       | チアゴ・ブラス・ダ・シルバ ブラジル (BRA)                                   | 6m03 OR AR  | ルノー・ラビレニ フランス (FRA)                                                       | 5m98 SB     | サム・ケンドリックス アメリカ合衆国 (USA)                                         | 5m85       |
| 走幅跳       | ジェフ・ヘンダーソン アメリカ合衆国 (USA)                                   | 8m38 SB     | ルヴォ・マニョンガ 南アフリカ (RSA)                                                   | 8m37 PB     | グレッグ・ラザフォード イギリス (GBR)                                             | 8m29       |
| 三段跳       | クリスチャン・テイラー アメリカ合衆国 (USA)                                 | 17m86 SB    | ウィル・クレイ アメリカ合衆国 (USA)                                                   | 17m76 PB    | 董斌 中国 (CHN)                                                                   | 17m58 PB   |
| 砲丸投       | ライアン・クラウザー アメリカ合衆国 (USA)                                   | 22m52 OR    | ジョー・コヴァチ アメリカ合衆国 (USA)                                                 | 21m78       | トーマス・ウォルシ ニュージーランド (NZL)                                         | 21m36      |
| 円盤投       | クリストフ・ハルティング ドイツ (GER)                                       | 68m37 PB    | ピオトル・マワチョフスキ ポーランド (POL)                                             | 67m55       | ダニエル・ヤシンスキ ドイツ (GER)                                                 | 67m05      |
| やり投       | トマス・レーラー ドイツ (GER)                                               | 90m30       | ジュリアス・イェゴ ケニア (KEN)                                                       | 88m24       | ケショーン・ウォルコット トリニダード・トバゴ (TTO)                               | 85m38      |
| ハンマー投   | ディルショド・ナザロフ タジキスタン (TJK)                                   | 78m68       | イワン・チホン ベラルーシ (BLR)                                                       | 77m79       | ヴォイチェフ・ノビキ ポーランド (POL)                                             | 77m73      |
| 十種競技     | アシュトン・イートン アメリカ合衆国 (USA)                                   | 8893点 OR   | ケビン・マイヤー フランス (FRA)                                                       | 8834点 NR   | ダミアン・ウォーナー カナダ (CAN)                                                 | 8666点 SB  |

### 女子
| 種目         | 金                                                                                              | 金             | 銀 | 銀          | 銅                                                                                      | 銅          |
| ------------ | ----------------------------------------------------------------------------------------------- | -------------- | --- | ----------- | --------------------------------------------------------------------------------------- | ----------- |
| 100m         | エレイン・トンプソン ジャマイカ (JAM)                                                           | 10.71          | トリ・ボウイ アメリカ合衆国 (USA)                                                                                   | 10.83       | シェリー＝アン・フレーザー＝プライス ジャマイカ (JAM)                                   | 10.86 SB    |
| 200m         | エレイン・トンプソン ジャマイカ (JAM)                                                           | 21.78 SB       | ダフネ・シパーズ オランダ (NED)                                                                                     | 21.88       | トリ・ボウイ アメリカ合衆国 (USA)                                                       | 22.15       |
| 400m         | ショーナ・ミラー バハマ (BAH)                                                                   | 49.44 PB       | アリソン・フェリックス アメリカ合衆国 (USA)                                                                         | 49.51 SB    | シェリカ・ジャクソン ジャマイカ (JAM)                                                   | 49.85       |
| 800m         | キャスター・セメンヤ 南アフリカ (RSA)                                                           | 1:55.28 NR     | フランシーヌ・ニヨンサバ ブルンジ (BDI)                                                                             | 1:56.49     | マーガレット・ワンブイ ケニア (KEN)                                                     | 1:56.89 PB  |
| 1500m        | フェイス・キピエゴン ケニア (KEN)                                                               | 4:08.92        | ゲンゼベ・ディババ エチオピア (ETH)                                                                                 | 4:10.27     | ジェニファー・シンプソン アメリカ合衆国 (USA)                                           | 4:10.53     |
| 5000m        | ビビアン・チェルイヨット ケニア (KEN)                                                           | 14:26.17 OR SB | ヘレン・オンサド・オビリ ケニア (KEN)                                                                               | 14:29.77 PB | アルマズ・アヤナ エチオピア (ETH)                                                       | 14:33.59    |
| 10000m       | アルマズ・アヤナ エチオピア (ETH)                                                               | 29:17.45 WR OR | ビビアン・チェルイヨット ケニア (KEN)                                                                               | 29:32.53 NR | ティルネシュ・ディババ エチオピア (ETH)                                                 | 29:42.56 PB |
| 100mハードル | ブリアナ・ローリンズ アメリカ合衆国 (USA)                                                       | 12.48          | ニア・アリ アメリカ合衆国 (USA)                                                                                     | 12.59       | クリスティ・キャスリン アメリカ合衆国 (USA)                                             | 12.61       |
| 400mハードル | ダリラ・ムハンマド アメリカ合衆国 (USA)                                                         | 53.13          | サラ・ピーターセン デンマーク (DEN)                                                                                 | 53.55 NR    | アシュレイ・スペンサー アメリカ合衆国 (USA)                                             | 53.72 PB    |
| 3000m障害    | ルース・ジェベト バーレーン (BRN)                                                               | 8:59.75 AR     | ヒュビン・ジェプケモイ ケニア (KEN)                                                                                 | 9:07.12     | エマ・コバーン アメリカ合衆国 (USA)                                                     | 9:07.63 AR  |
| 4×100mリレー | アメリカ合衆国 (USA)                                                                            | 41.02          | ジャマイカ (JAM) | 41.36       | イギリス (GBR)                                                                          | 41.77 NR    |
| 4×100mリレー | ティアナ・バルトレッタ アリソン・フェリックス イングリッシュ・ガードナー フレントリシュ・ボウイ | 41.02          | クリスタニア・ウィリアムズ エレイン・トンプソン ベロニカ・キャンベル＝ブラウン シェリー＝アン・フレーザー＝プライス | 41.36       | エイシャ・フィリップ デシリー・ヘンリー ディナ・アッシャー＝スミス ダリル・ネイタ       | 41.77 NR    |
| 4×400mリレー | アメリカ合衆国 (USA)                                                                            | 3:19.06        | ジャマイカ (JAM) | 3:20.34     | イギリス (GBR)                                                                          | 3:25.88     |
| 4×400mリレー | アリソン・フェリックス フィリス・フランシス ナターシャ・ヘイスティングス コートニー・オコロ     | 3:19.06        | ステファニー・アン・マクファーソン アニーシャ・マクローリン シェリカ・ジャクソン ノブレーン・ウィリアムズ＝ミルズ   | 3:20.34     | エイリー・チャイルド アニカ・オヌオラ エミリー・ダイアモンド クリスティーン・オールグー | 3:25.88     |
| マラソン     | ジェミマ・スムゴング ケニア (KEN)                                                               | 2:24.04        | ユニス・キルワ バーレーン (BRN)                                                                                     | 2:24.13     | マレ・ディババ エチオピア (ETH)                                                         | 2:24.30     |
| 20km競歩     | 劉虹 中国 (CHN)                                                                                 | 1:28:35        | マリア・ゴンサレス メキシコ (MEX)                                                                                   | 1:28:37     | 呂秀芝 中国 (CHN)                                                                       | 1:28:42     |
| 走高跳       | ルート・ベイティア スペイン (ESP)                                                               | 1m97           | ミレラ・デミレワ ブルガリア (BUL)                                                                                   | 1m97 PB     | ブランカ・ブラシッチ クロアチア (CRO)                                                   | 1m97 SB     |
| 棒高跳       | エカテリーニ・ステファニディ ギリシャ (GRE)                                                     | 4m85           | サンディ・モリス アメリカ合衆国 (USA)                                                                               | 4m85        | エリザ・マッカートニー ニュージーランド (NZL)                                           | 4m80 NR     |
| 走幅跳       | ティアナ・バルトレッタ アメリカ合衆国 (USA)                                                     | 7m17 PB        | ブリトニー・リース アメリカ合衆国 (USA)                                                                             | 7m15        | イヴァナ・シャパノヴィチ セルビア (SRB)                                                 | 7m08 NR     |
| 三段跳       | カテリーン・イバルグエン コロンビア (COL)                                                       | 15m17 SB       | ジュリマール・ロハス ベネズエラ (VEN)                                                                               | 14m98       | オルガ・リパコワ カザフスタン (KAZ)                                                     | 14m74 SB    |
| 砲丸投       | ミシェル・カーター アメリカ合衆国 (USA)                                                         | 20m63 NR       | バレリー・アダムス ニュージーランド (NZL)                                                                           | 20m42 SB    | アニタ・マールトン ハンガリー (HUN)                                                     | 19m87 NR    |
| 円盤投       | サンドラ・ペルコビッチ クロアチア (CRO)                                                         | 69m21          | メリナ・ロベル＝ミション フランス (FRA)                                                                             | 66m73 NR    | デニア・カヴァレロ キューバ (CUB)                                                       | 65m34       |
| やり投       | サラ・コラク クロアチア (CRO)                                                                   | 66m18 NR       | シューネット・フィリョン 南アフリカ (RSA)                                                                           | 64m92       | バルボラ・シュポタコバ チェコ (CZE)                                                     | 64m80       |
| ハンマー投   | アニタ・ヴォダルチク ポーランド (POL)                                                           | 82m29 WR       | 張文秀 中国 (CHN)                                                                                                   | 76m75       | ソフィー・ヒチョン イギリス (GBR)                                                       | 74m54 NR    |
| 七種競技     | ナフィサトゥ・ティアム ベルギー (BEL)                                                           | 6810点 WL NR   | ジェシカ・エニス＝ヒル イギリス (GBR)                                                                               | 6775点 SB   | ブリアンヌ・タイゼン＝イートン カナダ (CAN)                                             | 6653点      |

## 国・地域別のメダル獲得数
*   開催国 （ブラジル）
| 順   | 国・地域                   | 金 | 銀 | 銅 | 計  |
| ---- | -------------------------- | -- | -- | -- | --- |
| 1    | アメリカ合衆国 (USA)       | 13 | 10 | 9  | 32  |
| 2    | ケニア (KEN)               | 6  | 6  | 1  | 13  |
| 3    | ジャマイカ (JAM)           | 6  | 3  | 2  | 11  |
| 4    | 中国 (CHN)                 | 2  | 2  | 2  | 6   |
| 5    | 南アフリカ (RSA)           | 2  | 2  | 0  | 4   |
| 6    | イギリス (GBR)             | 2  | 1  | 4  | 7   |
| 7    | クロアチア (CRO)           | 2  | 0  | 1  | 3   |
| 7    | ドイツ (GER)               | 2  | 0  | 1  | 3   |
| 9    | エチオピア (ETH)           | 1  | 2  | 5  | 8   |
| 10   | カナダ (CAN)               | 1  | 1  | 4  | 6   |
| 11   | ポーランド (POL)           | 1  | 1  | 1  | 3   |
| 12   | バーレーン (BRN)           | 1  | 1  | 0  | 2   |
| 12   | スペイン (ESP)             | 1  | 1  | 0  | 2   |
| 14   | バハマ (BAH)               | 1  | 0  | 1  | 2   |
| 15   | ベルギー (BEL)             | 1  | 0  | 0  | 1   |
| 15   | ブラジル (BRA)*            | 1  | 0  | 0  | 1   |
| 15   | コロンビア (COL)           | 1  | 0  | 0  | 1   |
| 15   | ギリシャ (GRE)             | 1  | 0  | 0  | 1   |
| 15   | スロバキア (SVK)           | 1  | 0  | 0  | 1   |
| 15   | タジキスタン (TJK)         | 1  | 0  | 0  | 1   |
| 21   | フランス (FRA)             | 0  | 3  | 3  | 6   |
| 22   | アルジェリア (ALG)         | 0  | 2  | 0  | 2   |
| 23   | ニュージーランド (NZL)     | 0  | 1  | 3  | 4   |
| 24   | オーストラリア (AUS)       | 0  | 1  | 1  | 2   |
| 24   | 日本 (JPN)                 | 0  | 1  | 1  | 2   |
| 26   | ベラルーシ (BLR)           | 0  | 1  | 0  | 1   |
| 26   | ブルガリア (BUL)           | 0  | 1  | 0  | 1   |
| 26   | ブルンジ (BDI)             | 0  | 1  | 0  | 1   |
| 26   | デンマーク (DEN)           | 0  | 1  | 0  | 1   |
| 26   | グレナダ (GRN)             | 0  | 1  | 0  | 1   |
| 26   | メキシコ (MEX)             | 0  | 1  | 0  | 1   |
| 26   | オランダ (NED)             | 0  | 1  | 0  | 1   |
| 26   | カタール (QAT)             | 0  | 1  | 0  | 1   |
| 26   | ベネズエラ (VEN)           | 0  | 1  | 0  | 1   |
| 36   | キューバ (CUB)             | 0  | 0  | 1  | 1   |
| 36   | チェコ (CZE)               | 0  | 0  | 1  | 1   |
| 36   | ハンガリー (HUN)           | 0  | 0  | 1  | 1   |
| 36   | カザフスタン (KAZ)         | 0  | 0  | 1  | 1   |
| 36   | セルビア (SRB)             | 0  | 0  | 1  | 1   |
| 36   | トリニダード・トバゴ (TTO) | 0  | 0  | 1  | 1   |
| 36   | トルコ (TUR)               | 0  | 0  | 1  | 1   |
| 36   | ウクライナ (UKR)           | 0  | 0  | 1  | 1   |
| 合計 | 合計                       | 47 | 47 | 47 | 141 |